# 1879 في إسبانيا
فيما يلي قوائم الأحداث التي وقعت خلال عام 1879 في إسبانيا.

## أحداث
- 20 أبريل – الانتخابات الإسبانية العامة 1879

## سياسة

### تعيين في المنصب
- 1 يناير – سيجسموندو موريت member of the Congress of Deputies  [لغات أخرى]‏.
- 7 مارس – أرسنيو مارتينيث كامبوس President of the Council of Ministers ‏.
- 7 مارس – فرانسيسكو سيلفيلا ministro de Gobernación  [لغات أخرى]‏.

### انتهاء فترة المنصب
- 9 يونيو – فرانسيسكو سيلفيلا ministro de Gobernación  [لغات أخرى]‏.
- 9 ديسمبر – أرسنيو مارتينيث كامبوس President of the Council of Ministers ‏.

## مواليد

### فبراير
- 11 فبراير – بينثيسلاو فيرنانديث فلوريث كاتب إسباني.
- 19 فبراير – أنخيل كابريرا

## وفيات

### يناير
- 8 يناير – بالدوميرو إسبارتيرو (مواليد 1793)